# Charles Cooley

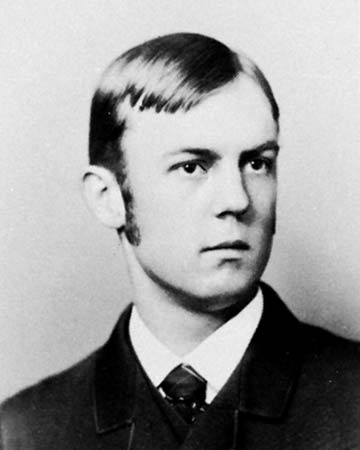
Charles Horton Cooley

Charles Horton Cooley (Ann Arbor, 1864 — Ann Arbor, 1929) foi um sociólogo norte-americano.
Formou-se na Universidade de Michigan em 1894 e lecionou nesta instituição por trinta e sete anos. Em Human nature and the social order, obra de 1902, Cooley defende a aproximação sócio-psicológica para a compreensão da sociedade. Preocupa-se principalmente com a determinação social do caráter. Daí surge sua teoria fundamental: a mente é social e a sociedade, mental.
Em Social organization, de 1909, Cooley apresentou o que poderia ser considerado como as conseqüências objetivas de suas idéias psicológicas. Procura demonstrar que o ideal de unidade moral, envolvendo qualidades de lealdade, justiça e liberdade é derivado da participação em grupos primários onde estreitas relações são mantidas como na família, etc. Na ausência de tal experiência moral é provável a ocorrência de fenômenos de desorganização social.
Charles Cooley foi um dos pioneiros na formação do pensamento sociológico norte-americano e muito contribuiu para o seu desenvolvimento.

## Obras
- Human Nature and the Social Order (1902).
- Social Organization: a Study of the Larger Mind (1909).
- Social Process (1918).